# Schizotrichia
Schizotrichia es un género de plantas fanerógamas perteneciente a la familia de las asteráceas. Tiene 5 especies descritas y de estas, solo 4 aceptadas.

## Taxonomía
El género fue descrito por George Bentham y publicado en Genera Plantarum 2: 202, 410. 1873.

## Especies aceptadas
A continuación se brinda un listado de las especies del género Schizotrichia aceptadas hasta julio de 2012, ordenadas alfabéticamente. Para cada una se indica el nombre binomial seguido del autor, abreviado según las convenciones y usos.
- Schizotrichia friasensis
- Schizotrichia jelskii (Hieron.) "Strother ex Loockerman, B.L.Turner & R.K.Jansen"
- Schizotrichia lopez-mirandae
- Schizotrichia remota